# Halmenida purpurea
Halmenida purpurea là một loài bọ cánh cứng trong họ Cerambycidae.